# Popillia aurora
Popillia aurora är en skalbaggsart som beskrevs av Ohaus 1920. Popillia aurora ingår i släktet Popillia och familjen Rutelidae. Inga underarter finns listade i Catalogue of Life.